# Veilchen Nr. 4
Veilchen Nr. 4 ist ein deutsches Stummfilmlustspiel aus dem Jahre 1917 mit Arnold Rieck in der Hauptrolle.

## Handlung
Das Vermietungsbüro des Herrn Fix bietet Dienstleistungen aller Arten und in allen Lebenslagen an und versucht, jeden Wunsch dank seiner schier unerschöpflichen Lagerbestände zu erfüllen. In Wirklichkeit hat jedoch nur ein einziger Mann die Lageraufsicht unter seiner Kontrolle, Fix’ allgegenwärtiges Faktotum Zucker. Fix verlässt sich sogar derart auf Zucker, dass dieser mit seinem Konterfei als Fix herhalten muss, als es darum geht, eine Korrespondenz mit einer Dame namens Veilchen Nr. 4 aufrechtzuerhalten. Die ist aber mehr als begeistert vom falschen Fix, und nun hat Zucker alle Mühe, die Dame wieder loszuwerden.
Bald nehmen die chaotischen Geschehnisse ihren eigenen Lauf. Zucker muss die Dame entführen, was ihm mit einiger Komik gelingt. Schließlich wird er in einem überfüllten Hotel auch noch mit einem losgelassenen Tiger konfrontiert, der ihn in einen Zweikampf verwickelt (den Zucker natürlich gewinnt). Für seine „Heldentat“ zeichnet ihn schließlich ein dort residierender schwarzafrikanischer Stammesherrscher aus, der in seinem Umfeld nur kurz „Negerfürst“ genannt wird.

## Produktionsnotizen
Veilchen Nr. 4 entstand im Messter-Film-Atelier in Berlins Blücherstraße 32 und wurde im August 1917 im Mozartsaal der Hauptstadt uraufgeführt. Die Länge des Dreiakters betrug, je nach Schnittfassung, 1099 bzw. 1076 Meter.
Dass Robert Wiene Regie geführt hat, ist nicht vollständig gesichert. Manche Quellen benennen auch Roberts Bruder Conrad Wiene als Regisseur dieses Lustspiels. Der bereits 40-jährige Otto Gebühr soll hier sein Filmdebüt gegeben haben.

## Kritik
Paimann’s Filmlisten resümierte: „Stoff und Humoristik gut. Spiel und Photos sehr gut.“